# Весна Пешић
Весна Пешић (Београд, Краљевина Југославија, 6. мај 1940) српска је социолошкиња и  политичарка. Отац јој је био угледни адвокат и заменик јавног тужиоца у Београду, а мајка професорка француског у гимназији. Завршила је Пету београдску гимназију.

## Порекло и образовање
Дипломирала је филозофију на београдском Филозофском факултету, а потом магистрирала и докторирала на Правном факултету из области социологије. Пешић је била виша научна сарадница на Институту за филозофију и друштвену теорију. Објавила је велики број научних радова и учествовала на научним скуповима у области социологије у земљи и иностранству.

## Aнтиратни и политички ангажман 1990-их
Весна Пешић је била ангажована интелектуалка и борац за људска права још од 1980-их, због чега је била и у затвору. Осуђена јe на затворску казну у трајању од 25 дана у Падинској Скели. Непосредни повод за хапшење и казну било је њено учешће у организацији протестног митинга 1985. године.
Крајем 1980-их, са бујањем националистичких тенденција, почиње и њен директни политички ангажман. Била је једна од оснивачачица УЈДИ-а 1989. године у Загребу. Међу оснивачима налазили су се махом интелектуалци из свих југословенских република који су се залагали за очување Југославије, тако што би се дотадашња држава трансформисала у демократску федерацију. Учествовала је у формирању српске подружнице УЈДИ-ја у Беораду 1990. године. Била је чланица Савеза реформских снага Југославије, испред којих се кандидовала на изборима 1990. године.
Када је почео рат у Југославији, била је оснивачица Центра за антиратну акцију, прве мировне организације у Србији, основане у јулу 1991. године. Испред Центра, учествовала је у свим важнијим антиратним акцијама одржаваним тада у Београду.
Оснивач је бројних организација за мир и људска права, између осталог и Хелсиншког комитета у Србији. Пешићева је оснивачица и бивша председница Грађанског савеза Србије од 1992. до 1998. Била је и једна од лидерки Коалиције Заједно 1996-1997. године.
Весна Пешић је била народна посланица у Скупштини Србије од 1993. до 1997. године.

## Политички ангажман после 2000.
После смене Милошевићевог режима 2000, Весна Пешић је постала амбасадорка у Мексику (2001–2005).
Од 2007. до марта 2011. била је председница Политичког савета Либерално демократске партије. Након утапања Грађанског савеза Србије у Либерално демократску партију 2007, које је Весна подржала, именована је за председницу Политичког савета ЛДП-а. Странку је напустила 7. априла 2011. године, због неслагања са њеним лидером Чедомиром Јовановићем.
Весна Пешић је у фебруару 2012. изјавила да се повлачи из политике након истека посланичког мандата, а после парламентарних избора.
Боравила је у Институту за мир, основаном од стране Конгреса САД као признање за допринос развијању демократије и грађанског друштва.
Добитница је Награде за демократију из Вашингтона, награде „Андреј Сахаров“, коју јој је 1997. доделио Норвешки Хелсиншки Комитет и награде за демократију W. Averell Hariman, коју додељује Национални демократски институт из Вашингтона. Исте године је номинована за Нобелову награду за мир.
Била је народна посланица у Народној скупштини Републике Србије од 2007. до 2012. године.
Са адвокатом Срђом Поповићем има сина који је такође адвокат. Њена сестра Станислава Пешић била је глумица.